# Tamba megaspila
Tamba megaspila är en fjärilsart som beskrevs av W. Warren 1903. Tamba megaspila ingår i släktet Tamba och familjen nattflyn. Inga underarter finns listade i Catalogue of Life.